# Неврокопська єпархія
Неврокопська єпархія (болг. Неврокопская епархия) — єпархія Православної церкви Болгарії на території Благоєвградської області з кафедрою в місті Гоце Делчев (до 1951 — Неврокоп) і архієрейськими намісництвами в містах Благоєвград, Разлог, Санданський і Петрич.
Катедральний храм — Собор святих Кирила і Методія.

## Історія
Неврокопська єпархія Болгарського екзархату була створена в 1894, після отримання берата турецького уряду. 24 квітня того ж року був призначений і перший Неврокопський митрополит Іларіон (Станев). При створенні єпархія поділялася на три духовних околії (благочиння) — Неврокопська, Разлогська і Горноджумайська. У 1920 році, після анексії Струмиці Королівство Сербів, Хорватів і Словенців, до єпархії приєдналися Петрицький і Мельникський повіти, які до того часу перебували під юрисдикцією Струмицької єпархії.

## Єпископи
- Іларіон (Станев) (24 квітня 1894—1912)
- Сава Попов (1912—1914)
- Косьма Пречістанський (1914—1915)
- Герасим (Байрамов) (1 червня 1915 — 27 березня 1916)
- Макарій (Стамов) (27 березня 1916 — 7 червня 1934)
- Борис (Разумов) (17 березня 1935 — 8 листопада 1948)
- Пимен (Енев) (4 січня 1953 — 18 травня 1992)
- Іоанн (Ніколов) (1992—1993)
- Натанаїл (Калайджі) (24 квітня 1994 — 16 листопада 2013)
- Дометіан (Топузліев) (17 листопада 2013 — 19 січня 2014)
- Серафим (Динков) (з 19 січня 2014)